# Valentin Renner
Valentin Renner (* 1998 in München) ist ein deutscher Jazzmusiker (Schlagzeug, Komposition).

## Leben und Wirken
Renner stammt aus einer Musikerfamilie; sein Vater ist der Kirchenmusiker Thomas Renner. Er erhielt bereits ab seinem 7. Lebensjahr Schlagzeug-Unterricht, etwa bei Christof Hobmair und Guido May. Als Schüler am Pestalozzi-Gymnasium München wurde er von seinen Mentoren Erich Mayer und Christofer Varner in Jazz und Improvisation gefördert. Während des letzten Schuljahres war er Jungstudent an der Hochschule für Musik und Theater München bei Werner Schmitt, bei dem er nach seinem Abitur ein Schlagzeug-Studium begann und im Sommer 2021 mit dem Bachelor abschloss. Dann studierte er am Jazzcampus Basel bei Jeff Ballard. Während des Studiums gehörte er auch zum Landes-Jugendjazzorchester Bayern (Railtracks 2019).
Bereits in dieser Zeit gründete er ein eigenes Sextett, dessen Auftritt beim Jazzfest München 2021 von der Kritik gelobt wurde. Sein Konzert vom Jazzwochenende in Regensburg wurde vom Bayerischen Rundfunk mitgeschnitten und in der Reihe Das Jazzkonzert gesendet. Zudem ist er Mitglied der Gruppen von Alma Naidu, Shuteen Erdenebaatar und Luca Zambito. Weiterhin arbeitet er im Trio in den Gruppen seines Bruders, des Posaunisten Moritz Renner, mit dem auch die Alben Motus und A Given Meaning entstanden, sowie im Trio mit diesem und Bassist Nils Kugelmann. Ferner trat er mit Nils Landgren, Dusko Goykovich, Adrian Mears, Michael Dease, Tim Collins, Christian Elsässer, Gregor Hübner, Simon Oslender, Jakob Manz und der Jazzrausch Bigband auf. Er ist weiterhin auf Alben mit dem Quartett von Rafael Alcántara und dem Orchester von Claus Reichstaller zu hören.

## Preise und Auszeichnungen
Renner ist in den Gruppen von Luca Zambito und Shuteen Erdenebaatar Gewinner des Jungen Münchner Jazzpreis 2021 sowie 2022. Außerdem gewann er mit dem Nils Kugelmann Trio jeweils den 2. Preis des LAG-Jazzpreis 2022 sowie beim Future Sounds Wettbewerb der Leverkusener Jazztage 2022. Gemeinsam mit Luca Zambito und Karoline Weidt errang er 2023 den von BMW und der Stadt München ausgelobten BMW Young Artist Jazz Award, mit dem Renner Trio (mit Bruder Moritz und Tabea Kind) errang er 2024 den 1. Preis beim Biberacher Jazzpreis.